# Driss Bourroum
Driss Bourroum, né le 16 janvier 2002, est un joueur franco-marocain de badminton, participant aux compétitions internationales sous les couleurs du Maroc.

## Carrière
Driss Bourroum évolue au Bagnoles Badminton Club dès l'âge de huit ans. Depuis 2023, il joue à Lille.
Il est médaillé de bronze en simple des Championnats d'Afrique de badminton 2025 à Douala.